# III. Mswati szváziföldi király
III. Mswati (született: Makhosetive Dlamini herceg; 1968. április 19.) Szváziföld királya.

## Élete

### Gyermekkora
Manziniben született II. Sobhuza uralkodó több mint 60 fiának egyikeként. Anyja az uralkodó egyik fiatal felesége Ntombi Tfwala.
Szváziföldön, majd a dorseti Sherborne fiúiskolában tanult.

### Uralkodása
Mivel még csak 14 éves volt, amikor apja meghalt 1982-ben, 21 éves koráig régens uralkodott volna helyette. Ám az uralkodói családon belüli hatalmi harc miatt 18 éves korában trónra lépett III. Mswati néven. Koronázására 1986. április 25-én került sor és ugyanezen a napon elvette első feleségét is. Trónra lépése után hamar stabilizálta hatalmát: feloszlatta az ország legerősebb politikai befolyással bíró testületét, amely édesapja halála óta vezette az országot, új miniszterelnököt nevezett ki és átalakította a kormányt.
Uralkodását autokratikus irányítás, korrupció és népes családjának fényűzése jellemzi (Mswati 40 éves korára már több mint egy tucat feleséggel rendelkezett), ami hazájában is elégedetlenséget váltott ki. 2001-ben egy bizottságot hozott létre az új alkotmány előkészítéséért, hogy csillapítsa az ország demokratizálását követelő hangokat. A 2003-ra elkészült alkotmány azonban újabb tiltakozást váltott ki, mivel továbbra is lehetőséget adott az abszolutisztikus uralkodásra és betiltotta az ellenzéki pártokat. 2006-tól az uralkodó módosította az alkotmányt, ami így már nem tiltja az ellenzéki pártokat, ám nem is vesz tudomást róluk.
2021 júniusában országszerte tiltakozások kezdődtek a király egyeduralma ellen. A tüntetők demokratikus reformokat követelnek. A szávziföldi kommunista párt szerint a király a tiltakozások elől Dél-Afrikába míg a Szváziföld Szolidaritási Hálózat szerint a király Mozambikba menekült. Themba Masuku megbízott miniszterelnök mindkét állítást hamisnak nevezte.